# Francesco Coppola (politico)
Francesco Coppola (Napoli, 27 settembre 1878 – Anacapri, 10 febbraio 1957) è stato un politico e giornalista italiano.
Esponente del nazionalismo italiano, fu tra i fondatori dell'Associazione Nazionalista Italiana.

## Biografia
Nato a Napoli nel 1878, dopo essersi laureato in giurisprudenza, iniziò nel 1904 la sua carriera giornalistica nella redazione del quotidiano Giornale d'Italia per trasferirsi, quattro anni dopo, alla Tribuna ove rimase sino al 1914. Nel 1910 Francesco Coppola, assieme a Enrico Corradini e Luigi Federzoni, partecipò alla fondazione dell'Associazione Nazionalista Italiana e, nell'anno successivo, del settimanale dello stesso movimento L'Idea Nazionale.
Favorevole all'intervento italiano, si arruolò volontario nella prima guerra mondiale, e, al termine del conflitto, si espresse polemicamente contro il trattato di Versailles, considerandolo punitivo (la cosiddetta vittoria mutilata) nei confronti delle aspirazioni italiane. 
Nel 1923 fu favorevole al confluire del movimento nazionalista nel fascismo.
Diresse, inizialmente insieme col giurista Alfredo Rocco, dal 1919 al 1943, il periodico Politica, la più importante rivista italiana di politica estera di quegli anni. Nel 1929 Coppola fu chiamato a far parte dell'Accademia d'Italia e nello stesso anno, divenne docente di diplomazia e storia dei trattati all'Università di Perugia per poi insegnare diritto internazionale nell'Ateneo romano. Morì ad Anacapri, comune dell'isola di Capri, a settantotto anni, nel 1957.

## Opere
- La crisi italiana 1914-1915, Roma, L'italiana, 1916.
- La politica della pace, 2 voll., Bologna, Zanichelli, 1921. Comprende:

1. La pace democratica
2. La fine dell'intesa

- La rivoluzione fascista e la politica mondiale, Roma, Edizioni di politica, 1923.
- La pace coatta, Milano, Treves, 1929.
- La vittoria bifronte, Milano, Hoepli, 1936.
- Fascismo e bolscevismo, Roma, Istituto nazionale di cultura fascista, 1938.